# نظارت هدفمند
نظارت هدفمند یا رهگیری هدفمند گونه‌ای نظارت، مانند شنود ارتباطات مخابراتی است که یک شخص مورد نظر را هدف می‌گیرد و با نظارت گسترده (رهگیری فله‌ای) فرق دارد. معمولاً نظارت گسترده متهم می‌شود که مردم بی‌گناه را ناعادلانه مانند مظنونان می‌انگارد، حقوق بشر، پیمان‌های بین‌المللی (معاهده‌ها) و همچنین قانون اساسی را زیر پا می‌گذارد و امنیت را موثرانه پیگیری نمی‌کند.
یک گزارش سال ۲۰۱۴ (میلادی) مقام‌های ارشد مجمع عمومی سازمان ملل متحد در امور ضدتروریسم و حقوق بشر، نظارت گسترده الکترونیک را محکوم می‌کند و آن را نقض آشکار حقوق پایه حریم شخصی تضمین شده در بسیاری معاهده و پیمان‌ها می‌داند. این گزارش بین نظارت هدفمند که به وجود سوءظن پیشین به شخص یا سازمان مورد هدف، از پیش از آغاز نظارت، وابسته است با نظارت گسترده که به نفوذ اینترنتی رده‌بالای کشورهایی که می‌توانند به درونمایه ایمیل، تماس تلفنی، و تاریخچه وب‌گردی کاربران بی‌شماری دسترسی داشته باشند فرق می‌گذارد.
مجلس اعیان بریتانیا بین دو گونه نظارت، اینگونه فرق می‌گذارد:

- نظارت گسترده، نظارت «منفعل» یا «هدایت‌نشده» است. بر هیچ فردی به شکل ویژه تمرکز نمی‌کند و اطلاعات و تصاویر را برای استفاده احتمالی در آینده گردآوری می‌کند. دوربین‌های مداربسته و پایگاه‌های داده، نمونه‌های نظارت گسترده هستند.
- نظارت هدفمند، نظارت هدایت‌شده بر افراد مشخص است و می‌تواند استفاده سازمان دولتی مجاز از قدرت‌های خاص را شامل شود. نظارت هدفمند می‌تواند آشکار یا پنهان انجام شود و مأموران میدانی را درگیر کند. بر پایه لایحه مقررات قدرت‌های تحقیقی ۲۰۰۰ اگر نظارت هدفمند پنهانی برای بازرسی یا عملیات ویژه انجام شود نظارت «هدایت‌شده» است. در مقام مقایسه، اگر این نظارت در جای مشخص یا با خودرو انجام شود «نظارت مزاحمانه» نامیده می‌شود. روش‌های زیر نظر گرفتن هدف، شامل رهگیری ارتباطات، استفاده از داده «ترافیک» ارتباطی، دستگاه‌های نظارت دیداری، و دستگاه‌های حسگر حرکت افراد یا اجسام می‌شود.

بر پایه تصمیم دیوان دادگستری اروپا برای مبارزه با جرائم جدی از جمله تروریسم، تنها، رهگیری هدفمند داده موقعیت مکانی و ترافیک اینترنتی توجیه دارند.

## روش‌ها
- علامت‌گذاری الکترونیک مانند مچ‌بند پا
- ردیابی با سامانه موقعیت‌یاب جهانی
- نظارت فیزیکی
- نظارت هدفمند بر رایانه و شبکه، ردیابی تلفن همراه، اطلاعات رسانه‌های اجتماعی، شنود الکترونیک ارتباطات مخابراتی

## انتخاب هدف
رویکرد کنونی آژانس امنیت ملی ایالات متحده آمریکا و سازمان‌های مرتبط با آن، گردآوری همه گونه داده از هر کس در هر کجا و و در هر زمان است. بنابراین هر گونه انتخاب امروزی تنها برای اهداف مورد نظر خاص، بررسی انسانی، یا اختصاص منابع ویژه استفاده می‌شود.
چنین انتخابگرهایی شامل جستجو در وب جهان‌گستر برای یافتن نرم‌افزارهای حریم خصوصی، مانند تور می‌شود.
یک سند افشا شده فاش کرد که سامانه ایکس‌کی‌اسکور، با استفاده از زبانِ خارج از مکان منطقه‌ای که در آن است، رمزنگاری، و جستجوی وب، «چیزهای مشکوک» را به عنوان انتخابگر پیشنهاد می‌دهد.

### کنترل و اجازه اجتماعی
جامعه می‌تواند در مورد اینکه انتخابگر بر چه کسی نظارت کند و در جستجوهای خود به دنبال چه تهدیدهای ناشناخته‌ای بگردد و دامنه این جستجو تا کجا باشد تصمیم بگیرد. موافقت عمومی قابل تأیید دربارهٔ انتخابگرها و دامنه کار آنها به همراه سازوکارهای مناسب و نهادهای نظارتی، ممکن است زمینه همکاری بهتر بخش خصوصی و شهروندان را با سازمان‌های اطلاعاتی آن جامعه فراهم کند.

### فهرست‌های انتخابگرهای آلمان و آژانس امنیت ملی
در عملیات آیکونال، مأموران آژانس اطلاعات فدرال آلمان «فهرست انتخابگرها» (عبارت‌های جستجو) را برای تله‌های نظارتی خود دریافت کردند. این عبارت‌ها نشانی آی‌پی، شماره تلفن همراه، و حساب‌های ایمیل هستند که سامانه نظارتی آژانس اطلاعات فدرال بر پایه آنها صدها هزار یا شاید بیش از یک میلیون هدف را زیر نظر می‌گیرد. افشای این سند در سال ۲۰۰۸ (میلادی) جنجال‌های زیادی به پا کرد؛ زیرا آشکار شد که برخی عبارت‌های این فهرست، شرکت‌های فناوری هوایی و دفاعی چون ایرباس، ایرباس هلیکوپترز، و همچنین دولت فرانسه و دولت اتریش را هدف می‌گیرند. نخستین‌بار، کارمندان آژانس اطلاعات فدرال در سال ۲۰۰۵ (میلادی) از وجود این فهرست‌ها آگاه شدند. دیگر انتخابگرها را هدف می‌گیرند. پس از افشاگری‌های ادوارد اسنودن، آژانس اطلاعات فدرال دربارهٔ این موضوع تحقیق کرد و در اکتبر ۲۰۱۳ به این نتیجه رسید که دستکم ۲۰۰۰ انتخابگر، کشورهای اروپای باختری و حتی خود آلمان را هدف گرفته‌اند که زیر پا گذاشتن تفاهم‌نامه توافقی است که آلمان و آمریکا در سال ۲۰۰۲ (میلادی) پس از حملات ۱۱ سپتامبر امضا کردند. پس از انتشار گزارش‌هایی در سال ۲۰۱۴ مبنی بر اینکه ایرباس و ایرباس هلیکوپترز اهداف نظارتی بوده‌اند چپ (آلمان) و اتحاد ۹۰/سبزها برای به دست آوردن شواهد نقض پیمان، درخواست رسمی به دادگاه دادند.
در بهار سال ۲۰۱۴ کمیته بازرسی پارلمان آلمان پس از بررسی و کشف ۴۰٬۰۰۰ پارامتر جستجوی مشکوک، مانند هدف‌های جاسوسی در حکومت‌های کشورهای غربی و شرکت‌های بی‌شمار، گروه پروژه آژانس اطلاعات فدرال را به پشتیبانی از آژانس امنیت ملی متهم کرد. همچنین کمیته بازرسی، تردیدها دربارهٔ اینکه آژانس امنیت ملی به صورت نظام‌مند منافع آلمان را نقض می‌کند تأیید کرد و نتیجه گرفت که آمریکایی‌ها می‌توانند عملیات جاسوسی صنعتی خود را مستقیماً زیر دماغ مقام‌های آلمان انجام دهند. کمیته بازرسی پارلمان آلمان اجازه دسترسی به فهرست انتخابگرهای آژانس امنیت ملی را پیدا نکرد؛ زیرا دادگاه تجدیدنظر به رهبری حزب مخالف در دیوان عالی آلمان شکست خورد. در عوض، ائتلاف حاکم، یک قاضی ارشد به نام کورت گرالیش را به عنوان «شخص مورد اعتماد» گماشتند که به فهرست آژانس امنیت ملی دسترسی پیدا کرد و نتیجه بازرسی خود را پس از بررسی آن ۴۰٬۰۰۰ پارامتر به کمیسیون بازرسی پارلمان ارائه داد. گرالیش در گزارش نزدیک به ۳۰۰ صفحه‌ای خود نتیجه گرفت که سازمان‌های دولتی اروپایی به اندازه گسترده‌ای هدف نظارت آمریکایی‌ها بوده‌اند و بنابراین قرارداد و توافق‌های بین طرفین را زیر پا گذاشته‌اند. او همچنین دربافت که هدف‌های آلمانی که بر پایه قانون اساسی آلمان به‌طور ویژه‌ای از نظارت سازمان‌های اطلاعاتی این کشور مصون هستند – مانند بسیاری از شرکت‌های مستقر در آلمان – به‌طور شگفت‌انگیزی در فهرست علاقه‌مندی‌های آژانس امنیت ملی هستند. اگرچه بزرگیِ انتخابگرها تفاوت دارد اما آژانس اطلاعات فدرال تا پایان سال ۲۰۱۳ (میلادی) از انتخابگرهای مشکل‌داری استفاده می‌کرده که دو سوم از ۳۳۰۰ هدف آنها پیرامون کشورهای عضو اتحادیه اروپا و سازمان پیمان آتلانتیک شمالی (ناتو) بوده‌اند. کلاوس لاندفلد، عضو انجمن صنعت اینترنت اکو اینترنشنال، با مقام‌های اطلاعاتی و قانون‌گذاران صحبت کرده تا پیشنهادهایی را – مانند ساده‌سازی سامانه انتخابگر – برای بهبود این وضعیت، ارائه کند.

## درخواست‌ها برای نظارت هدفمند

### مقام‌های اطلاعاتی
کارمند پیشین آژانس امنیت ملی و افشاگر کنونی، ویلیام بینی شهادت داد درحالیکه عملیات گردآوری هدفمند داده می‌تواند به جلوگیری از حملات تروریستی کمک کند گردآوری بیش از اندازه داده، امنیت را تضعیف کرده و پیوسته، جان مردم را فدای «تحلیل فلج‌کننده» می‌کند. او گفت که دولت بریتانیا «بر پایه علل احتمالی و توسعه دانش خود دربارهٔ اهداف» باید سازمان‌های اطلاعاتی بریتانیا و آژانس‌های اجرای قانون خود را به سوی نظارت هدفمند «تغییر مسیر» دهد و مطمئن شود که این اهداف، ارزش چیزهایی مانند گرفتن حکم دادگاه را دارند. او همچنین می‌گوید «تحلیل پیشینه هر کس و در هر زمان، با گردآوری فله‌ای داده ممکن می‌شود. اما این چیزی نیست که دموکراسی‌ها بر پایه آن ساخته شده باشند. این پایه حکومت‌های تمامیت‌خواه است.»
در نوامبر ۲۰۱۶ ادوارد اسنودن گفت:
من به چیزی که به شدت اعتراض دارم نظارت گسترده‌است که بدون تمایز قائل شدن، بر همه مردم نظارت می‌کند. نظارت هدفمندی که دادگاه از آن پشتیبانی می‌کند کمترین مداخله در زندگی مردم را همزمان با اهداف تحقیقی دارد بدون اینکه حقوق دیگران را در یک جامعه آزاد زیر پا بگذارد.
او خاطرنشان کرد کسانی که مرتکب حملات تروریستی در فرانسه، کانادا، و استرالیا شده‌اند تحت نظارت بودند اما جلوی آنها گرفته نشد.
حقیقت این نیست که آنها مردم را نظارت می‌کنند یا نه، حقیقت این است که آنها آنقدر بر کارهای مردم نظارت می‌کنند که درست نمی‌فهمند چه چیزی از مردم در اختیار دارند. مشکل اینجا است که هنگامیکه شما همه این اطلاعات را گردآوری می‌کنید و بر همه نظارت می‌کنید هیچ چیزی نمی‌فهمید.

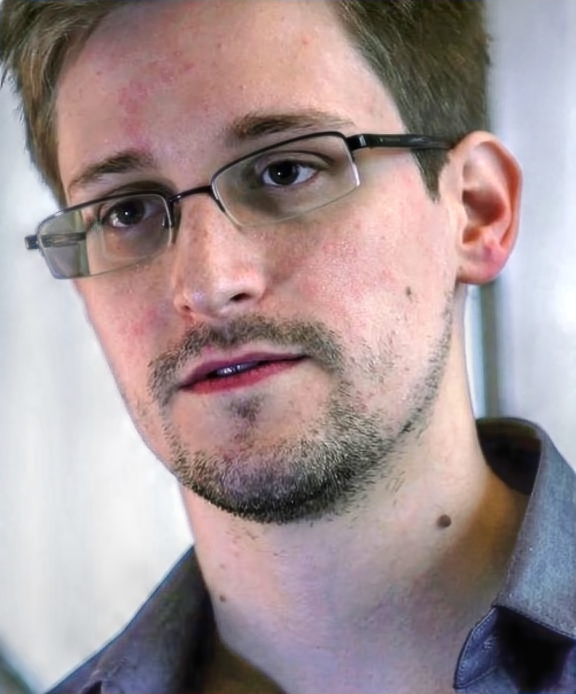
اتحاد فایو آیز پس از جنگ جهانی دوم پدید آمد تا کشورهای آنگلوسفر که قدرت برتر را در دست دارند بتوانند در هزینه‌ها و همرسانی اطلاعات با یکدیگر همکاری کنند. ...نتیجه این جنگ، پس از چند دهه، پیدایش یک سازمان اطلاعاتی فرا ملی است که حتی به دولت‌های کشورهای خود نیز پاسخگو نیستند. —ادوارد اسنودن

در مه ۲۰۱۵ روزنامه آنلاین اینترسپت، اسنادی را فاش کرد که نشان می‌دهند مقام‌های رسمی آژانس امنیت ملی، از روش "گردآوری فله‌ای داده" انتقاد کرده‌اند. همچنین اسنادی با نام‌هایی چون "داده، اطلاعات نیست"، " مغالطه‌های پشت صحنه"، "سرریز شناختی؟"، "تب قُله"، "در ستایش ندانستن"، "برخود با 'سونامی' رهگیری"، "غلبه بر سرریز داده‌ها"، و "انتخاب‌های بسیار" فاش شدند.
اسناد گفته شده نتیجه‌گیری می‌کنند که:
مأموریت شنود الکترونیک، برای یافتن سوزن، انبار کاه را به اندازه غیرلازمی، بیش از اندازه بزرگ می‌کند. راه حل، اولویت‌دهی به داده‌است.
ما در آژانس امنیت ملی، در خطر ریسک مشابهی هستیم. گردآوری فلج‌کننده داده، هر روز ما را از انتخاب درست هدف، بازمی‌دارد.
«تحلیل فلج‌کننده داده» اصطلاحی است برای آنچه که اتفاق می‌افتد. آنقدر وقت صرف تحلیل داده می‌کنیم که در پایان به هیچ نتیجه‌ای نمی‌رسیم. این به نتیجه نرسیدن به خاطر این است که شنود الکترونیک، امکان رسیدن به نتیجه‌های بی‌شماری را می‌دهد. ما باید بهترین داده را اولویت‌بندی، انتخاب و از آن بهره‌برداری کنیم.

### سیاست‌ها
حزب لیبرال دموکرات (بریتانیا) خواستار پایان دادن به نظارت گسترده شده و سیاست‌های نظارت هدفمند و ضدتروریسم را معرفی کرده‌است. بر پایه این سیاست‌ها از نظارت هدفمند برای پایش مظنونان استفاده می‌شود
در سال ۲۰۱۵ (میلادی) قطعنامه ۲۰۴۵ پارلمان اروپا نیاز به نظارت مؤثر و هدفمند مظنونان به تروریسم و دیگر جرائم سازمان‌یافته را به رسمیت شناخت. در این قطعنامه آمده که نظارت هدفمند می‌تواند روشی کارا برای اجرای قانون و پیشگیری از بزه باشد. اگرچه همزمان بر پایه بررسی‌های مستقل انجام شده در آمریکا به نظر نمی‌رسد که نظارت گسترده در پیشگیری از حمله‌های تروریستی، موفق بوده باشد و برعکسِ چیزی است که مقام‌های ارشد آمریکایی در آغاز بر آن پافشاری می‌کردند. به جای آن، منابعی که ممکن بود از حمله‌های تروریستی جلوگیری کنند برای نظارت گسترده استفاده می‌شود که باعث می‌شود مظنونان خطرناک، آزاد باشند و کار خود را انجام دهند.

### سازمان‌ها
کارزارهای کنشگر می‌گویند به جای هدر دادن منابع و پراکندن آنها در اندازه بسیار بزرگی از داده که با نظارت گسترده به دست آمده، بهتر است منابع به نظارت هدفمند بر مظنونان اختصاص یابند.
رایان گالاگر با تحلیل ۱۰ حمله تروریستی اخیر در روزنامه آنلاین اینترسپت نتیجه گرفت که «اگر بتوان یک درس از این بررسی آموخت، آن درس، نیاز به سرمایه‌گذاری بیشتر در نظارت هدفمند بر مظنونان تروریستی و دور شدن از نظارت گسترده‌است. صرف نظر از قانونی بودن یا نبودن نظارت گسترده، کارا بودن آن اثبات نشده‌است.»
پس از آنکه سازمان خیریه حریم شخصی بین‌الملل دادخواست حقوقی را علیه جامعه اطلاعاتی بریتانیا به دادگاه فرستاد توماس د لا میر (مشاور ملکه) نماینده این سازمان در جلسه دادگاه گفت نظارت دفاکتویِ پیوسته، یک خطر است. برای نمونه، درخواست سازمان‌های اطلاعاتی برای «دسترسی فله‌ای به داده شرکت‌های مخابراتی می‌تواند به مهم‌ترین ابزار سرکوب تبدیل شود». او استدلال کرد چنین شیوه‌های غیر هدفمند نظارت، ایده بررسی‌ها را به ذهن این سازمان آورد. کارزارهای کنشگر می‌گویند درحالیکه در گذشته، تحقیق مأموران در مورد افراد بر پایه سوءظن به آنها بوده، امروزه پردازش الگوریتمیک داده به دست آمده از نظارت گسترده، به مأموران ارائه می‌شود.
گروه ذی‌نفوذ لیبرتی که مشروعیت گردآوری گسترده داده را در دادگاه حقوق بشر اروپا به چالش می‌کشد از «گزارش بررسی قدرت‌های عمده» نوشته دیوید اندرسون (مشاور ملکه) انتقاده کرده‌است؛ زیرا نمی‌تواند پاسخ بدهد که آیا اطلاعات گردآوری شده توسط قدرت‌های عمده، عاملی حیاتی برای پیشگیری از بزهکاری‌های جدی بود؟ و اینکه آیا این اطلاعات می‌توانستند به جای نظارت گسترده، از طریق نظارت هدفمند و هوشمندانه به دست بیایند؟

### دیگران
لرد پَدیک خاطرنشان می‌کند که در لایحه قدرت‌های تحقیقی ۲۰۱۶ «مانند هر مصوبه دیگری، این خطر قابل توجه وجود دارد که مقام‌ها از قدرت خود به گونه‌ای استفاده کنند که پارلمان بریتانیا هرگز در نظر نگرفته باشد». او خواستار نظارت مناسب برای اطمینان از هدفمند و متناسب بودن نظارت شد. مبارزان حریم شخصی می‌گویند این لایحه، آشکارا قدرت نظارت گسترده را در اختیار سازمان‌های اطلاعاتی قرار می‌دهد و خواستار اصلاح این قانون هستند تا نظارت، هدفمند و بر پایه سوءظن باشد. آنها استدلال می‌کنند که سازمان‌های اطلاعاتی، داده را «جارو» می‌کنند و می‌گویند زبان این قانون، خیلی کلی است. به گونه‌ای که نه‌تنها سازمان‌های اطلاعاتی، بلکه سازمان‌های دولتی دیگر نیز می‌توانند اطلاعات میلیون‌ها نفر را حتی اگر مظنون هم نباشند تحلیل کنند.
تروی ولورتون خاطرنشان می‌کند که اسناد فاش شده به دست ادوارد اسنودن، سوءاستفاده گسترده را، هم در داخل و هم در خارج از کشور افشا کردند. او می‌گوید: آژانس امنیت ملی به جای نظارت هدفمند بر تهدیدهای مشخص، شعار و ذهنیت «گردآوری داده همه مردم» را دارد و حریم شخصی هر کسی که با آن سر و کار داشته باشد صفر خواهد بود.
جو گلنویل ویراستار سازمان ناسودبر نمایه سانسورگری و عضو حزب کارگر (بریتانیا) در وزارت دادگستری بریتانیا در امور بازبینی تهمت‌ها ادعا می‌کند که حکومت یا سازمان‌های اطلاعاتی حق ندارند به بهانه امنیت کشور، به حقوق بشر مردم، بی‌اعتنایی کنند. می‌توان نظارت هدفمند با نظارت مناسب را با احترام به اصول حقوق بشر پیش برد.

## کارهای انجام شده برای تغییر جهت به سوی نظارت هدفمند

### نرم‌افزارها
دانشمندان رایانه در دانشگاه پنسیلوانیا چارچوب الگوریتمی را برای نظارت هدفمند بر مردم در شبکه‌های اجتماعی توسعه داده‌اند که همزمان با آن، از حریم شخصی «رهگذران دیجیتالِ» غیر هدف که خارج از فهرست تاییدشده قرار دارند محافظت می‌شود. افراد این فهرست کسانی هستند که در فهرست‌های گوناگون تحت تعقیب، نیازمند به نظارت بیشتر، دستگیر شده در رابطه با تروریسم، درمان پزشکی، یا قرنطینه در مورد بیماری‌های همه‌گیر قرار دارند و حریم شخصی مردم محافظت شده را به خطر نمی‌اندازند.
در ژانویه ۲۰۱۷ گزارش شد که سازمان‌های فدرال آلمان در برنامه تازه‌ای به نام «رادار» استفاده می‌کنند که دفتر پلیس جنایی فدرال آلمان و دانشگاه زوریخ آنرا توسعه داده‌اند و هدف آن، ارزیابی خطر ایجاد شده توسط افراد است. «رادار» شامل فهرست پرسش‌هایی مانند رابطه شخص با خشونت و دسترسی او به جنگ‌افزار می‌شود و داده مربوط به تروریست‌های پیشین را در نظر می‌گیرد.
جوامع رمزنگاری و امنیتی می‌توانند با فنی کردن نظارت بر جمعیت یا غیرقابل نفوذ کردن آن از دید اقتصادی، اینترنت را امن‌تر کنند و بدانند که همواره، مقدار متوسطی از نظارت هدفمند از دید فنی و اقتصادی ممکن خواهد بود.
ادوارد اسنودن خاطرنشان می‌کند که «هنگامی که از رمزنگاری استفاده می‌کنیم مانع نظارت گسترده را می‌شویم. ما جلوی نظارت هدفمند را نمی‌گیریم؛ زیرا اگر پیشرفته‌ترین دستگاه رمزنگاری جهان را هم داشته باشید حکومت می‌تواند با پرداخت یک میلیون دلار به یک رخنه‌گر به تلفن همراه شخصی شما دسترسی داشته باشد و به احتمال زیاد موفق خواهد بود.»

## تلاش برای قانونی کردن نظارت گسترده به عنوان نظارت هدفمند
بنیاد مرزهای الکترونیکی ادعا می‌گوید از آنجا که آژانس امنیت ملی و مدافعان آن بر پایه بخش ۷۰۲ متمم‌های لایحه ۲۰۰۸ لایحه نظارت بر اطلاعات خارجی ۱۹۷۸ اجازه نظارت هدفمند را دارند در تلاشند تا با استفاده از این قانون، نظارت گسترده را قانونی نشان دهند. حتی اگر شامل گردآوری درونمایه صدها میلیون داده ارتباطی سالانه و جستجوی میلیاردها داده بیشتر باشد.
علاوه بر این، بنیاد مرزهای الکترونیک می‌پرسد که حکومت فدرال ایالات متحده آمریکا چگونه دسترسی به ایمیل‌های یاهو! را بر پایه لایحه نظارت بر اطلاعات خارجی توجیه می‌کند؟ این بنیاد همچنین می‌پرسید که آیا دادگاه نظارت بر اطلاعات خارجی ایالات متحده آمریکا، لایحه نظارت بر اطلاعات خارجی را (که اجازه نظارت هدفمند بر ارتباطات برخی خارجی‌ها مانند جاسوسان یا تروریست‌ها را می‌دهد) تفسیر کرده که دولت می‌تواند بر ایمیل‌های همه کاربران یاهو! نظارت گسترده داشته باشد؟
بر پایه اسناد اسنودن که گلن گرینوالد منتشر کرد ستاد ارتباطات دولت بریتانیا و آژانس امنیت ملی اقدام به خودکارسازی عملیات هدفمند کرده‌اند. این کار به آنها اجازه «بهره‌برداری در اندازه صنعتی» را می‌دهد که اصولاً می‌تواند میلیون‌ها دستگاه را به بدافزار آلوده کند.

### نقش سازمان‌های دولتی
در شرایط پنهان‌کاری، کنترل عمومی نامشخص، و افزایش شمار سازمان‌های دولتی گوناگون که با فناوری‌ها و اطلاعات طبقه‌بندی‌شده سر و کار دارند تردید موجهی پیش می‌آید که این سازمان‌ها و به ویژه کارکنان بازنشسته یا منفصل‌شده آنها به چه کسانی خدمت می‌کنند. دسترسی حرفه‌ای (رده‌بالا) به اطلاعات بسیار شخصی میلیون‌ها نفر، کالای بسیار سودآوری است. شرکت‌های بزرگ و ابرشرکت‌ها معمولاً مأموران منفصل‌شده از این سازمان‌های دولتی را استخدام و آنها را تبدیل به آکادمی‌های رایگان برای مربیان اطلاعات نیمه‌قانونی در آینده تبدیل می‌کنند. با پخش شایعه‌ها دربارهٔ دسترسی احتمالی این افراد به فناوری‌های نوظهور رمزگشایی موج مغز، اوضاع بدتر می‌شود؛ زیرا عملاً دموکراسی به این معنی امروزی خود، به پایان می‌رسد.